# Альфред, Жюльен
Жюльен Альфред (англ. Julien Alfred; род. 10 июня 2001, Кастри) — легкоатлетка из Сент-Люсии, бегунья на короткие дистанции, олимпийская чемпионка 2024 года на дистанции 100 метров, чемпионка мира 2024 года в помещении в беге на 60 метров. Первая и единственная обладательница олимпийских наград в истории Сент-Люсии.

## Спортивная карьера
Альфред родилась в общине Сисеро в Южном Кастри. Её отец умер, когда ей было 12 лет. Жюльен посещала общеобразовательную среднюю школу имени Леона Хесса в Сент-Люсии (2013—2015) и среднюю школу Святой Екатерины на Ямайке (2015—2018). В дальнейшем получила степень бакалавра в области изучения молодежи и общественных связей в Техасском университете в Соединенных Штатах Америки, совмещая академические занятия и легкую атлетику.
В 2015 году Альфред стала чемпионкой Центральной Америки и Карибского бассейна до 15 лет. В 2017 году она была признана лучшей спортсменкой Сент-Люсии среди юниоров. В 2018 году завоевала серебро на юношеских Олимпийских играх в Буэнос-Айресе, уступив нигерийке Розмари Чуквума.
В 2023 году на чемпионате мира в Будапеште на дистанциях 100 и 200 метров участвовала в финалах. Заняла пятое и четвёртое место соответственно.
На чемпионате мира по легкой атлетике 2024 года в помещении, проходившем в Глазго, Альфред стала чемпионкой в беге на 60 метров.
На Олимпийских играх 2024 года в Париже на дистанции 100 метров завоевала золото с результатом 10,72 сек, что стало новым национальным рекордом Сент-Люсии. Это была первая в истории медаль спортсменов Сент-Люсии на Олимпийских играх. На дистанции 200 метров Альфред стала второй, уступив 0,25 сек чемпионке Габриэль Томас из США.
15 июня 2025 года в Стокгольме на мероприятии BAUHAUS-galan 2025, которое является частью Бриллиантовой лиги 2025 года она победила с рекордным временем (10,75).

## Достижения
| Год  | Соревнование                    | Город, страна          | Место | Дисциплина | Время (с) |
| ---- | ------------------------------- | ---------------------- | ----- | ---------- | --------- |
| 2024 | Чемпионат мира в помещении 2024 | Глазго, Великобритания | 1     | 60 м       | 6,98      |
| 2024 | Олимпийские игры 2024           | Париж, Франция         | 1     | 100 м      | 10,72     |
| 2024 | Олимпийские игры 2024           | Париж, Франция         | 2     | 200 м      | 22,08     |